# Несис, Александр Натанович
Александр Натанович Несис (род. 19 декабря 1962 года в Ленинграде, СССР) — российский предприниматель,  является крупнейшим акционером частной инвестиционной компании ICT Holding Ltd (Кипр). В прошлом основатель и основной акционер группы «ИСТ» (1991-2013 гг). Имеет гражданство Израиля, Мальты.

## Биография
Александр Несис родился 19 декабря 1962 года в Ленинграде.
В 1985 году окончил Ленинградский Технологический институт им. Ленсовета по специальности «Радиационная химия».
По окончании института с 1985 по 1989 годы работал по специальности на «Балтийском заводе», одной из старейших (основана в 1856 году) и крупнейших судостроительных верфей России, на которой строились различные типы кораблей, включая атомные ледоколы и подводные лодки. Прошёл путь от мастера до заместителя начальника цеха.
В начале 1990-х Александр Несис уволился с должности замначальника цеха «Балтийского завода» и ушёл в частный бизнес. В интервью Forbes он говорит, что его первые шаги были связаны с предприятиями атомной промышленности, с которыми он установил деловые взаимоотношения: «Был однокурсник родом из Навои (Узбекистан). Он познакомил с директором рудоуправления № 5 Ленинабадского горно-химического комбината». Из отходов добычи урана Несис получал редкие металлы.
В 1991 году Александр Несис с группой единомышленников создал и возглавил бизнес-структуру, которая в 1993 году оформилась как группа «ИСТ» («Инвестиции, Строительство, Технологии»). В этом же году на открытом приватизационном конкурсе ИСТ приобрел контрольный пакет акций АООТ «Балтийский завод», и Александр Несис вернулся на завод в качестве контролирующего акционера и председателя Совета директоров.
С момента создания и до момента реструктуризации в 2013 году Александр Несис возглавлял Группу ИСТ, являясь её президентом. За это время группой были реализованы инвестиционные проекты по созданию компаний-лидеров в стратегических отраслях, включая производителя драгоценных металлов «Полиметалл», производителя грузовых железнодорожных вагонов «Объединенную вагонную компанию», НОМОС-банк.
Родной брат, Виталий Несис, с 2003 года и по настоящее время возглавляет компанию «Полиметалл».
Александр Несис женат, имеет 5 детей.

## Группа «ИСТ»
В 1991 году Несис с группой единомышленников создал и возглавил бизнес-структуру, которая в 1993 году оформилась как Группа ИСТ («Инвестиции, Строительство, Технологии»). Группа специализировалась на управлении инвестициями в области финансов и промышленного девелопмента.
ИСТ реализовал целый ряд значимых инвестиционных проектов, реализовав стратегию «от бизнес-идеи до продажи готового бизнеса». Монетизация происходила через продажу активов стратегическим инвесторам или выход через размещение акций на публичных рынках. Компания инвестировала, развивала и управляла активами в различных отраслях, включая банки и финансовые услуги, добычу и переработку рудных полезных ископаемых, драгоценных металлов, тяжелую промышленность, логистику, строительство и девелопмент коммерческой недвижимости. Портфель реализованных проектов включает НОМОС-банк, на момент продажи в 2013 году входивший в ТОП-3 частных банков России, золотодобывающую компанию «Полиметалл», проданную крупному инвестору, а затем частично выкупленную обратно, металлургическую компанию по производству ферросплавов Oriel Resources, логистические компании «Инкотек» и «Интертерминал». А также компании, которыми в качестве контролирующего акционера управляла Группа ИСТ: «Балтийский завод», «Балтийский Лизинг» (первая в России лизинговая компания, лицензия № 0001), Ханты-Мансийский банк.
В 2013 году в результате корпоративной реструктуризации Группа ИСТ прекратила свое существование. Её акционерами была создана инвестиционная компания ICT Holding Ltd. (Кипр).

## ICT HOLDING
ICT Holding Ltd. (Кипр) — частная инвестиционная компания, основанная в мае 2013 года. Управляется независимым менеджментом и реализует самостоятельную инвестиционную стратегию. Компания фокусируется на портфельных и венчурных инвестициях в энергетику, металлургию и горную добычу, автомобилестроение, транспорт, medtech и биотехнологии. Александр Несис является крупнейшим бенефициаром.

## Полиметалл
Александр Несис с партнёрами основал компанию «Полиметалл» в 1998 году. За 20 лет компания из Санкт-Петербурга превратилась в одного из лидеров по добыче золота и серебра в России и в мире. У неё 9 добывающих и перерабатывающих золото и серебро предприятий в России и Казахстане.
С момента создания и до 2003 года Александр Несис занимал пост генерального директора, участвуя в оперативном управлении компанией. С нуля был создан горнодобывающий холдинг, включающий в себя геологоразведочные, инжиниринговые и добывающие компании. При этом компания не участвовала в приватизации старых советских активов, а сделала ставку на реализацию greenfield и brownfield проектов.
В 2005 году ИСТ продал компанию, сконцентрировав усилия на разработке новых направлений бизнеса. Однако в 2008 году, увидев новые перспективы роста капитализации в золотодобыче, Александр Несис с группой инвесторов (Пётр Келлнер, Александр Мамут) выкупили контрольный пакет акций у компании «Нафта-Москва». Доля ИСТ составила 24 %. В 2011 году состоялось IPO Polymetal International pls. на London Stock Exchange и MICEX, в результате чего более 50 % акций оказалось в свободном обращении.
В 2013 году пакет акций Polymetal вошёл в портфель ICT Holding, который на сегодня является крупнейшим и составляет 23,9 %. Акции Polymetal International (POLY) торгуются на Лондонской (LSE) и Московской (MOEX) фондовых биржах и входят в индексы FTSE250 и FTSE Gold mines, MSCI Russia.
«Пусть звучит немного нескромно, но за что я себя уважаю, так это за «Полиметалл», — говорит Несис. — За то, что он был создан с нуля».

## Инжиниринг
Александр Несис также является собственником около 27 % акций ведущего израильского инженерно-строительного холдинга «BARAN Group». Компания имеет офисы в Европе, Северной Америке, Южной Америке и Африке. «BARAN Group» управляет, проектирует, возводит и сдает «под ключ» заводы и производственные объекты для государственных, муниципальных, частных компаний и корпораций. В компании работает более 1100 высококвалифицированных инженеров.
В России «BARAN Group» представлен инжиниринговой компанией «ИСМ», выступавшей в качестве заказчика-застройщика и генподрядчика при строительстве ТВСЗ.

## Состояние
- В глобальном списке Forbes — «The World’s Billionaires»[7] в 2010 году Несис занял 721-е место, в 2012 году — 367-е место, в 2013 году — 412-е место.
- Обладая личным состоянием $2,9 млрд, в 2020 году занял 50 место в списке 200 богатейших бизнесменов России (по версии журнала Forbes)[8].